# Hrvatski sokol Drniš
Hrvatski Sokol u Drnišu osnovan je 28. kolovoza 1901. godine u gostionici Guillierma Milete, danas u zgradi drniške Šumarije. Osnivači društva bili su ujedno i članovi Gradskog puhačkog orkestra u Drnišu. Hrvatski sokol u Drnišu bio je kulturni i športski ogranak Hrvatskog sokola, osnovan u želji za unaprijeđenjem kulturnog i športskog života Drniša. Dalmatinska vlada u Zadru odobrila je djelovanje društva tek u ljeto 1903. godine. Športska sekcija društva je isprva vježbala u dvorištu trgovca Miće Nakića - Vojnovića. Stručni i kluturni rad u društvu značajno je unaprijedio Josip pl. Regen-Bleyben koji je 1902. godine došao u Drniš na mjesto sudskog kancelarista. On je bio poznat kao dugogodišnji vođa zadarskog ogranka Hrvatskog sokola. Uz nazočnost brojnih športskih i kulturnih društava iz okolnih gradova, 23. kolovoza 1903. posvećena je zastava društva. Društvo je u mnogome unaprijedilo športski i kulturni život u gradu, pa je 18. svibnja 1905. u Drnišu gostovao tada poznati violinist František Ondriček. Drniški Hrvatski sokol je 1906. sudjelovao na Prvom hrvatskom svesokolskom sletu. Društvo je djelovalo sve do početka Prvoga svjetskoga rata. U jesen 1921. rad društva je obnovljen pod nazivom Sokolsko društvo. Ono je bilo podloženo režimu koji ga je dijelom financirao. 1938. godine Društvo je organiziralo izlet na Svesokolski slet u Prag. 6. rujna 1940. zabranjen je rad Sokolskoj župi Šibenik - Zadar i svim društvima učlanjenim u tu župu, među kojima je i bilo drniško društvo.

## Osnivači društva
- Roko Bakotić (F-bas)
- Krunoslav Adžija (Veliki bubanj)
- Ante Ćurković-Bojan (krilnica II)
- Josip Mravak (Es-klarinet)

II. red (sjede):
- Ante Adžija (eufonium)
- Rome Ljubić (trombon)
- Nikola Nakić-Vojnović
- Dušan Montana (klarinet)
- Rade Grubišić (rog)

III. red: (stoje)
- Petar Brkulj (krilnica)
- Vladimir Jušić (flauta)
- Ivan Đovanin Skelin
- Nikola Adžija (tajnik)
- Toni Jušić (truba)